# Les Adieux (film, 1958)
Pour les articles homonymes, voir Les Adieux.
Pour plus de détails, voir Fiche technique et Distribution.
Les Adieux (Pożegnania) est un film polonais réalisé par Wojciech Has sorti en 1958.

## Fiche technique
- Scénario : Stanisław Dygat et Wojciech Jerzy Has
- Réalisation : Wojciech Has
- Photographie : Mieczysław Jahoda
- Montage : Zofia Dwornik
- Musique : Lucjan Kaszycki
- Pays de production :  Pologne
- Genre : Film dramatique
- Durée : 97 minutes
- Dates de sortie :
  - Pologne : 13 octobre 1958
  - États-Unis : 27 novembre 1958

## Distribution
- Maria Wachowiak : Lidka
- Tadeusz Janczar : Paweł
- Gustaw Holoubek : Mirek
- Hanna Skarżanka : Maryna
- Saturnin Żórawski : Feliks
- Zdzisław Mrożewski : père de Paweł
- Bogumił Kobiela : comte Tolo
- Irena Starkówna : comtesse Róża
- Helena Sokołowska : Waleria, tante de Paweł
- Józef Pieracki : professeur Michniewicz
- Stanisław Jaworski : docteur Janowski

## Récompense
- Prix FIPRESCI au Festival du film de Locarno en 1959.